# Boys' Love philippin
Le Boys' Love philippin est un genre de drama, de bande dessinée et de littérature qui raconte des histoires d'amour gays. Les premières séries produites aux Philippines sont apparues en 2020 et s'inspirent principalement du Boys' Love thaï.

## Débuts
Le BL devient particulièrement populaire aux Philippines pendant la pandémie de Covid-19, surtout des séries thaï comme 2gether. Plusieurs web-séries sont alors produites, avec les contraintes du confinement, et connaissent un grand succès, par exemple Gameboys (en), Gaya Sa Pelikula (en) ou Hello Stranger (en).

## Thèmes et caractéristiques
Le BL philippin aborde de nombreux sujets de société LGBT+, par exemple. Par rapport aux séries Y thaïlandaises dont il s'inspire, le BL philippin présente les personnages féminins de manière plus favorable, aborde le coming-out comme un évènement plus sensible et politique, et brouille la distinction entre uke et seme. D'un autre côté, le BL philippin n'est pas exempt de certaines représentations homophobes, hétéronormatives ou relevant de la masculinité toxique.
Bien que le BL philippin présente des caractéristiques propres, cela ne signifie pas que tout le BL produit aux Philippines les partage. De plus, les histoires BL thaï, japonaises ou coréennes continuent d'être très appréciées aux Philippines.

## Réception
L'émergence du BL aux Philippines a provoqué une vague de réactions hostiles. Selon Kristine Michelle L. Santos et Thomas Baudinette, le rejet du BL philippin est en partie animé par la misogynie, car c'est un genre particulièrement associé à un public féminin.

## Festival
En 2022 à Quezon City est organisé le Pinoy BL Festival, qui délivre ses Pinoy BL Awards. Il fait face à des accusations de mauvais traitement des acteurs coréens et thaïlandais invités. L'année suivante, malgré une tentative d'organiser une seconde édition, le festival est annulé.